# Eremias pleskei
Eremias pleskei este o specie de șopârle din genul Eremias, familia Lacertidae, ordinul Squamata, descrisă de Nikolsky 1905. A fost clasificată de IUCN ca specie pe cale de dispariție (stare critică). Conform Catalogue of Life specia Eremias pleskei nu are subspecii cunoscute.